# Żyła płucna lewa dolna
Żyła płucna lewa dolna (łac. vena pulmonalis sinistra inferior), żyła płucna dolna lewa (vena pulmonalis inferior sinistra) – w anatomii człowieka jedna z czterech żył krążenia małego, prowadzących krew natlenowaną z płuc do lewego przedsionka serca. Żyła płucna lewa dolna zazwyczaj zbiera krew z dolnego płata lewego płuca, ale możliwe są odmienności w obszarze unaczynienia, szczególnie gdy płaty nie są całkowicie od siebie oddzielone.
Powstaje z połączenia dwóch żył (nazywanych też gałęziami), dzielących się dalej na mniejsze odgałęzienia (części). Są to:
- żyła górna płuca lewego (vena superior pulmonis sinistri), inaczej gałąź górna (ramus superior), gałąź szczytowa (ramus apicalis)
  - część wewnątrzsegmentowa (pars intrasegmentalis)
  - część międzysegmentowa (pars intersegmentalis), inaczej część podsegmentowa (pars infrasegmentalis)
- żyła podstawna wspólna płuca lewego (vena basalis communis pulmonis sinistri)
  - żyła podstawna górna płuca lewego (vena basalis superior pulmonis sinistri)
    - żyła podstawna przednia płuca lewego (vena basalis anterior pulmonis sinistri), inaczej gałąź podstawna przednia (ramus basalis anterior)
      - część wewnątrzsegmentowa (pars intrasegmentalis)
      - część międzysegmentowa (pars intersegmentalis), inaczej część podsegmentowa (pars infrasegmentalis)

  - żyła podstawna dolna płuca lewego (vena basalis inferior pulmonis sinistri)

W obrębie wnęki płuca żyła płucna lewa dolna położona jest najniżej ze wszystkich głównych struktur korzenia płuca. Jest nieco krótsza i cieńsza niż żyła płucna prawa dolna, u dorosłego człowieka ma średnicę 13 mm, najmniejszą ze wszystkich żył płucnych. Przebiega poziomo z przodu od aorty piersiowej. Nie ma w niej zastawek.